# 星島日報

《星島日報》舊標誌

《星島日報》是由華僑富商胡文虎於1938年在香港創辦的中文報章，同年還出版《星島晚報》及《星島晨報》。在創立時，《星島日報》是新加坡馬來西亞的《星洲日報》姊妹報，但現時已分屬不同集團。胡文虎家族亦在其他地方創立其他星系報紙，例如《星檳日報》、《星暹日報》等等。而《星島日報》中的「島」，指香港島而非新加坡。香港日佔時期期間《星島日報》改為《香島日報》，1945年8月底，日本投降後再度變回《星島日報》，另外在美國，加拿大和英國華人聚居的地區均設有分部。
1999年，胡文虎女兒胡仙把《星島日報》及星島集團有限公司股權賣給私募基金Lazard Asia。有「煙草大王」之稱的何英傑長孫何柱國於2001年透過泛華集團控股，向該基金購入星島集團。
2021年，何柱國將星島賣給佳兆業主席郭英成的女兒郭曉亭，並辭任主席。
2022年，郭曉亭把14.2%持股賣給旭日國際主席蔡志明的兒子蔡加讚。
現時董事會聯席主席是郭英成及蔡加讚，大股東是郭曉亭及蔡加讚。星島日報母公司為星島新聞集團有限公司（Sing Tao News Corporation Limited）。
根據香港中文大學傳播與民意調查中心2019年發表的傳媒公信力調查，《星島日報》公信力評分比上次調查跌近1分，得5.16分，在本地報紙排第9位。

## 政治立場

### 1994年前
《星島日報》自1938年創刊開始，胡文虎一直支持中國國民黨及中華民國政府。《星島日報》亦與英屬香港政府關係密切，除了逢星期五刊登政府憲報外，亦常刊登政府公告。此外，亦與政府新聞處合作舉辦一些宣傳政府政策的活動。
1949年10月13日，中國共產黨取得廣州控制權後，當時的社長林靄民為表明擁護新成立的中華人民共和國政府，於頭版採用大號標題「天亮了」。因當時大部分香港市民並不歡迎中華人民共和國政府，令《星島日報》銷量一直下滑，林靄民被去職，立論轉回擁護中華民國政府（亦有一說指胡文虎因為勝利公債「認購」不足一事與中共鬧不快，導致胡文虎在中國大陸的資產被充公有關）。胡文虎逝世後由女兒胡仙接掌，立場一直維持不變，一直支持中國國民黨、中華民國政府及香港政府。在六七暴動期間，星島支持香港政府，鎮壓左派人士的暴動。
1988年，《星島日報》在其創刊50週年特刊中，自稱「中立但較偏向支持中華民國政府」的報刊。《星島日報》一直使用民國紀年，在新聞文章中稱中華人民共和國政府為「中共當局」或「中共」，直至1994年為止。

### 1994年後
1994年，星島日報放棄採用民國年號，同時胡仙訪京，與中共關係修好，政治取向慢慢轉為親共，到1998年，胡仙成為全國政協委員。同年，受到亞洲金融風暴影響，胡仙於地產及股票投資嚴重虧蝕，加上捲入「胡仙案」，星島集團被逼出售擁有《天天日報》的文化傳信。1998年5月全國政協港區委員查濟民與胡仙合組公司，並擬以7.4億元收購星島，但交易其後告吹。1999年1月，胡仙擬以1億多元出售星島集團23%股份給中企基金，但因何柱國家族申請胡仙破產，高等法院否決售股予中企基金，同年3月出售擁有《星島日報》的星島集團予 Lazard Asia，胡仙破產案亦獲撤銷。商人何柱國的泛華集團於2001年向Lazard Asia購得《星島日報》51.4%股份，何於1998年獲委任為全國政協委員，他亦是北京大學校董，自此星島日報立場轉為親中。例如早於2003年，極具爭議的《中華人民共和國香港特別行政區基本法》第二十三條，就香港境內有關國家安全，即叛國罪、分裂國家行為、煽動叛亂罪、顛覆國家罪及竊取國家機密等多項條文作出立法指引的憲法條文。《星島日報》在同年7月5日的社評《「的盧」躍溪勝過緩兵之計》及同月6日的社評《不要為擱置而擱置》中，表明支持政府如期立法，正式意味其政治立場的改變，轉向親建制派。
星島日報對香港民主派報道偏向負面，較少報道對政府不利的醜聞和反對政府的聲音，但不會像親中共報紙般直接以「反對派」稱之，有別於如《香港商報》、《大公報》、《文匯報》和《成報》等香港「左報」的行列。
星島日報旗下有一份免費報紙《頭條日報》，立場與星島日報一致，專欄絕大多數都是建制派人士。

### 成為政府「放風」渠道
政府不同部門经常都會對其發放獨家消息。警方曾經「放風」予《星島日報》，斥司法機構裁判官不聽警方來電申請搜查令。但司法機構後來反駁，指已安排4名裁判官在假期當值，供執法機關隨時致電申請搜查令。

### 被美國列為「外國代理人」
根據2021年8月23日《外國代理人登記法》的文件，《星島日報》美國版被美國司法部列為「外國代理人」。

## 海外業務
星島日報現在發行的海外版有歐洲版、美國版（美東、美西）和加拿大（合營公司）（加東、加西）。各海外版有一定的編輯自主權，在報道新聞時其立場與香港版不一定相同，對於當地地名等使用當地通用的傳統譯名而不是香港在1997年之後開始使用的大陸官方譯名。
就海峽兩岸政治立場來説，各海外版在當地一般保持一定的中立立場，在報道當地新聞時一般也如實報道活動。
2020年2月6日，星島新聞集團以「經營環境而作出商業調整」為由，突然宣佈結束自1982年發行的澳洲版業務，並將公司清盤。20多名員工未能獲得即時遣散賠償和欠薪約40萬至50萬澳元，需向澳洲政府的基金申請欠薪和補償。有員工批評公司不近人情。而澳洲版在2017年時已經多次裁員。
2021年8月23日，星岛新闻集团旗下五家美国附属公司被美国海外投资委员会登记为「外国代理人」，其所属媒体报业每年要向美国政府报告其资产与财务状况，而且其记者将不再被允许到国会、白宫等重要国家机构采访。
2022年7月25日，加拿大《星島日報》因经营不善和成本上涨的问题，決定在2022年8月28日停刋，把資源集中到新媒體平台的發展。

## 大股東
- 胡文虎（1938年至1954年）
- 胡仙 （1954年至2001年）[20]
- 何柱國（2001年至2021年）[21]
- 郭曉亭（2021年至2022年）[22]
- 郭曉亭、蔡加讚（2022年至今）[2]

## 外部連結
- 星島日報（页面存档备份，存于）